# Cogswellia gigantea
Cogswellia gigantea là một loài thực vật có hoa trong họ Hoa tán. Loài này được (J.M. Coult. & Rose) M.E. Jones mô tả khoa học đầu tiên năm 1908.